# 日本社会関係学会
日本社会関係学会（にほんしゃかいかんけいがっかい、英: Japan Association of Social Relations, JASR）は、日本の学術研究団体である。

## 概要
日本社会関係学会は、社会関係の理論的、実証的な研究を発展させるため、異なる分野の研究者の交流の場を提供するとともに、研究者、実践家、政策担当者などの交流を促し、もって社会関係に関する系統的な研究の発展と教育の普及に資することを目的として、2020年9月17日に設立された学会である。
　
本学会は、１）研究大会、研究会、講演会等の開催、２）研究成果の公開、３）研究と教育の発展を図るための国際交流、４）そのほか本会の目的を達成するために必要な事業を行うこととされている。

## 学会役員
2022年4月1日時点の学会役員は以下のとおりである。
| 役職       | 氏名        | 所属                                       |
| ---------- | ----------- | ------------------------------------------ |
| 顧問       | 稲葉 陽二   | 東京都健康長寿医療センター研究所・日本大学 |
| 会長       | 山内 直人   | 日本公共政策研究機構                       |
| 副会長     | 岡田 彩     | 東北大学 情報科学研究科                    |
| 副会長     | 近藤 克則   | 千葉大学 予防医学センター                  |
| 総務理事   | 河越 正明   | 日本大学 経済学部                          |
| 理事       | 石田 祐     | 宮城大学 事業構想学群                      |
| 理事       | 小野 晶子   | 労働政策研究・研修機構                     |
| 理事       | 金谷 信子   | 広島市立大学 国際学部                      |
| 理事       | 佐藤 嘉倫   | 東北大学・京都先端科学大学                 |
| 理事       | 立福 家徳   | 日本大学 法学部                            |
| 理事       | 辻中 豊     | 東洋学園大学                               |
| 理事       | 露口 健司   | 愛媛大学 教育学部                          |
| 理事       | 戸川 和成   | 千葉商科大学 政策情報学部                  |
| 理事       | 藤原 佳典   | 東京都健康長寿医療センター                 |
| 理事       | 松永 佳甫   | 大阪商業大学公共学部                       |
| 理事       | 要藤 正任   | 京都大学 経営管理大学院                    |
| 監事       | 大久保 朝江 | 杜の伝言板ゆるる                           |
| 監事       | 各務克郎    | 税理士                                     |
| 事務局長   | 立福 家徳   | 日本大学 法学部                            |
| 事務局次長 | 小川 顕正   | 新潟大学 経済学部                          |
| 事務局次長 | 戸川 和成   | 千葉商科大学 政策情報学部                  |

## 機関誌
『社会関係研究』（Japan Journal of Social Relations, JJSR）は、日本社会関係学会の機関誌として刊行される予定である。本誌は、日本語または英語によって書かれた、市民社会、ソーシャル・キャピタル、政策評価などに関する論文等を掲載対象としている。
また、本誌は、オープンアクセスのオンラインジャーナルとして刊行し、本学会の会員であるかどうかを問わずアクセスできるものとする。投稿は2021年8月より随時受け付け、査読を経て編集委員会が掲載を許可した論文から随時オンライン刊行する予定。

## 年次研究大会
第1回大会
2021年3月20日～21日、オンライン開催
第2回大会
2022年3月19日～20日、オンライン開催
第3回大会
2023年3月19日～20日、千葉大学 西千葉キャンパス（オンライン参加も可能）予定

## 研究会等
日本社会関係学会では、以下の研究会・セミナー等を開催している。

### ソーシャル・キャピタル研究会
日本大学法学部稲葉研究室が主催するソーシャル・キャピタル研究会を、本学会設立後、学会の事業の一部として開催している。

### 月例サタデーイベント
月例サタデーイベントとして、「サタデーブラウンバックセミナー」「政策研究フォーラム」「政策研究ゼミ」を開催している。

#### 「サタデーブラウンバックセミナー」
ソーシャル・キャピタル（社会関係資本）について、初学者が体系的に学べるよう企画された連続講義。

#### 「政策研究フォーラム」
ゲストスピーカーによる公共政策、社会問題、市民社会などに関する広いテーマについての講演、参加者との質疑応答を行う。

#### 「政策研究ゼミ」
入門者や学生を対象にした研究論文執筆に向けてのゼミ。希望者による報告と参加者からのフィードバックを行う。

### 実証研究入門セミナー
実証研究や政策研究に関心を持つ学生や社会人、研究論文指導のノウハウを得たい大学教員など幅広い人を対象とする入門セミナー。

### JASR軽井沢夏季セミナー
入門講義、参加者による報告と意見交換を通し、研究論文の作成を支援するとともに、参加者同士の交流を行う。